# Dolipor

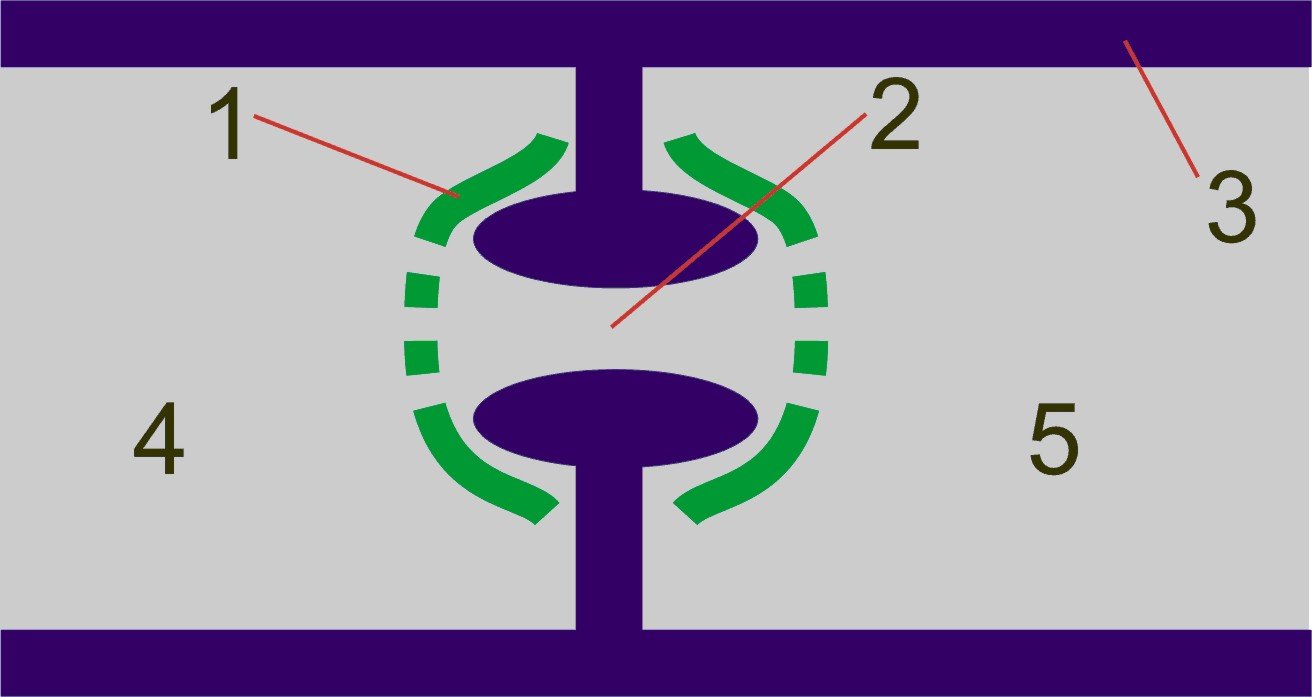
Schemat budowy doliporu: 1 – parentosom, 2 – otwór przegrody, 3 – ściana komórkowa, 4,5 – cytoplazma sąsiednich komórek

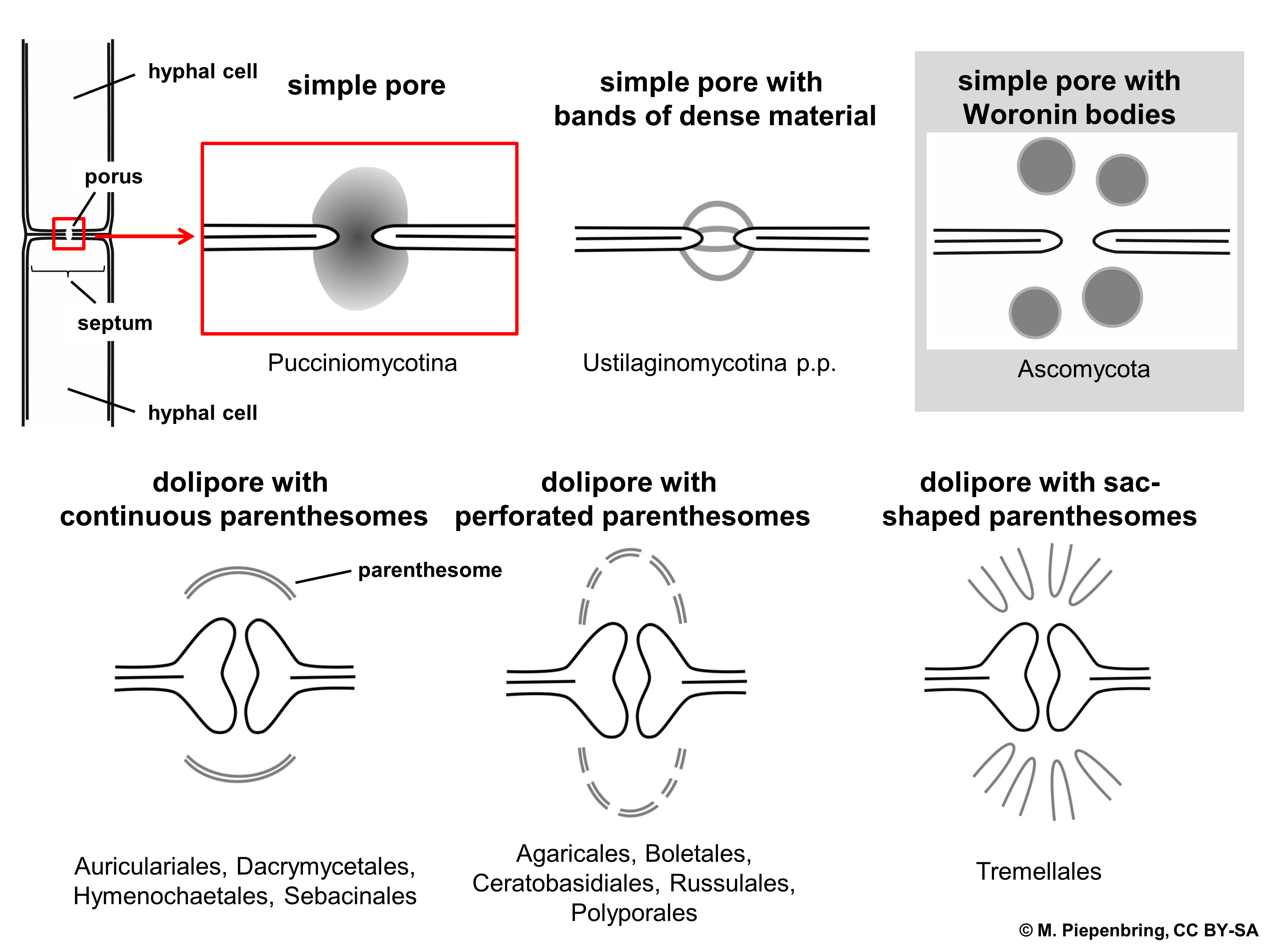
Różne typy doliporów (trzy dolne rysunki)

Dolipor (ang. dolipore septum) – specjalna struktura występująca w przegrodzie między komórkami grzybów. Dolipory występują niemal u wszystkich gatunków z typu podstawczaków, brak ich tylko u przedstawicieli rdzowców (Pucciniales) i głowniowców (Ustilaginales). W odróżnieniu od zwykłej przegrody w doliporze wokół centralnego otworu występuje beczkowaty twór o szerokości 0,1–0,2 μm, z obydwu stron zamknięty specjalną porowatą błoną (parentosomem). Przez błonę tę może z jednej komórki do drugiej przepływać cytoplazma, a czasami również mitochondria.
Dolipory zostały po raz pierwszy opisane przez Royalla Moore’a i Jamesa McAlear w 1962 roku. Ich kształt jest zróżnicowany. Różnice w ich budowie są wykorzystywane do identyfikacji gatunków i jednostek taksonomicznych oraz ustalenia ich relacji filogenetycznych. Na przykład Tilletiales posiadają błoniaste parentosomy, u Entorrhizales są ich pozbawione.
Istnieją różne typu doliporów: U Auriculariales, Dacrymycetales, Hymenochaetales i Sebacinales błonki otaczające otwór przegrody (parentosomy) z obydwu jej stron są ciągłe, ale nie dochodzą do ścian strzępek, dzięki czemu po ich bokach możliwy jest przepływ cytoplazmy i organelli. U Agaricales, borowikowców, Russulales i Polyporales parentosomy są podobne, ale przerywane, z otworami. U Tremellales praentosomy mają postać włókienek wyrastających ze ściany ku otworowi dolipora.